# Windsor Park (Dominica)
Der Windsor Park ist ein Mehrzweckstadion in Roseau, Dominica. Es wird für Cricket und Fußball genutzt. Daneben finden nationale und kulturelle Veranstaltungen wie das World Creole Music Festival, the Calypso-Wettbewerbe und die Wahl zur Miss Dominica statt.
Das 12.000 Zuschauern Platz bietende Stadion liegt östlich der Innenstadt von Roseau. Es entspricht den Standards des International Cricket Council (ICC).

## Geschichte
Das ehemalige Müllhaldengelände diente vor dem Bau als Gelände verschiedenste Aktivitäten, wie Karneval, Pferde- und Eselrennen oder Paraden. Der Plan für ein Nationalstadion an dieser Stelle wurde 1999 gefasst. Die vorhandene Bausubstanz war jedoch dermaßen schlecht, dass es zu einem kompletten Neubau aller Gebäude kommen musste. Mit den Arbeiten konnte schließlich am 23. März 2005 begonnen werden.
Der erste Jahrestag der Aufnahme diplomatischer Beziehungen zwischen der Volksrepublik China und Dominica war gewählt worden, weil China gemäß seiner Zusage, vier besondere Maßnahmen in Dominica zu fördern („Four Pillar Projects“), das Stadion in einem Wert von 33 Mio. EC$ (17 Mio. US-$) Dominica schenkte. 
Die Arbeiten wurden am 7. Februar 2007 beendet. Am 23. März 2007 übergaben chinesische Politiker der dominicanischen Regierung das Stadion. Die feierliche Eröffnung fand schließlich am 24. Oktober 2007 statt. Die erste Veranstaltung folgte vom 25. bis 27. Oktober 2007. Es handelte sich um das 11. World Creole Music Festival (WCMF).

## Sportereignisse
Zu ersten Fußballpartie kam es am 6. Februar 2008. Das Qualifikationsspiel für die WM 2010 zwischen der dominikanischen Mannschaft und Barbados ging vor 4200 Zuschauern 1:1 aus.
Am 26. und 28. Juli 2009 kam es im Stadion zu den ersten beiden Cricket-Ein-Tages-Länderspielen in Dominica. Die West Indies trafen auf Bangladesch.
Das erste auf Dominica ausgetragene Test Match im Cricket fand zwischen den West Indies und Indien vom 6. bis 10. Juli 2011 statt.